# 那辉
那辉（1966年—），辽宁沈阳人，满族，中华人民共和国政治人物、第十二届全国人民代表大会黑龙江地区代表。
黑龙江省安达市红星集团职工。2008年起担任全国人大代表。2013年，被选为全国人大代表。